# Зелений бір (заповідне урочище)
Зелений бір — заповідне урочище в Україні, об'єкт місцевого значення природно-заповідного фонду Полтавської області.
Розташоване в Козельщинському районі Полтавської області на північ від села Книшівка (Радянське лісництво, кв.56, 57).
Площа урочища — 50 га. Об'єкт створений відповідно до Рішення Полтавської обласної ради від 20.12.1993 р. Перебуває у віданні ДП «Кременчуцький лісгосп».